# Bagrationi N. trapezunti császárné
Bagrationi N. (1415 körül – 1438 előtt), görögül: Ɲӽª της Γεωργίας, grúzul: N. ქართველი, ტრაპიზონის იმპერიის დედოფალი, olaszul: N. di Georgia, imperatrice di Trebisonda, törökül: Trabzon imparatoriçes N. Bagrationi, latinul: N. Georgiae, imperatrix Trapezuntina, a keresztneve ismeretlen, grúz királyi hercegnő, trapezunti császárné. A Bagrationi-házból származott. A házassága révén IV. Alexiosz trapezunti császár menye, Crispo Florencia naxoszi hercegnő nagynénje és I. Katalin ciprusi királynő nagynagynénje, valamint Caterino Zeno feleségének a nagynénje. Ortodox keresztény vallású volt.

## Élete

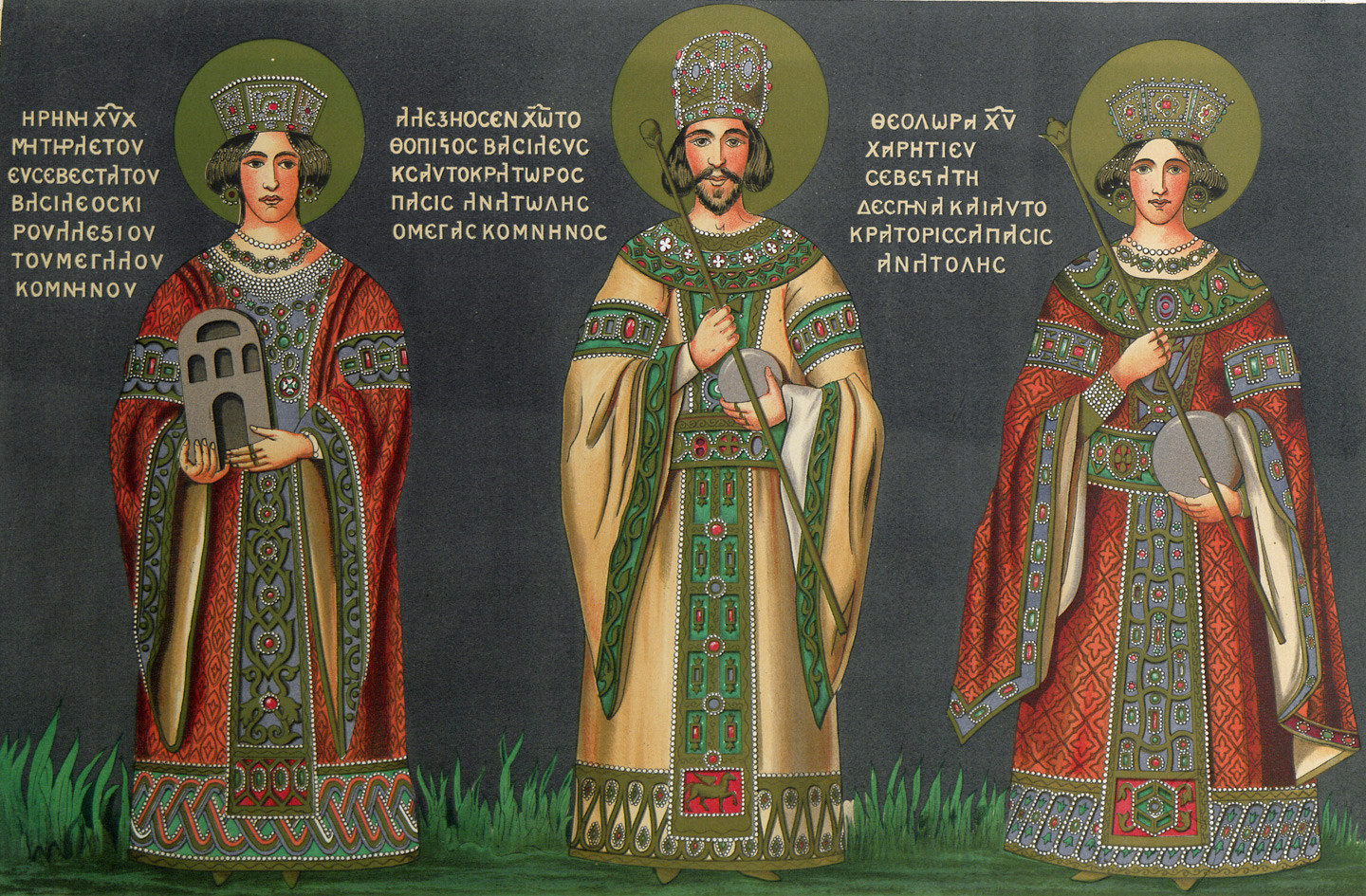
III. Alexiosz trapezunti császár az anyjával, Trapezunti Irén anyacsászárnéval (balra) és a feleségével, Kantakuzénosz Teodóra császárnéval (jobbra) egy trapezunti freskón, Kızlar Manastırı, Panagia Theoszkepasztosz kolostor

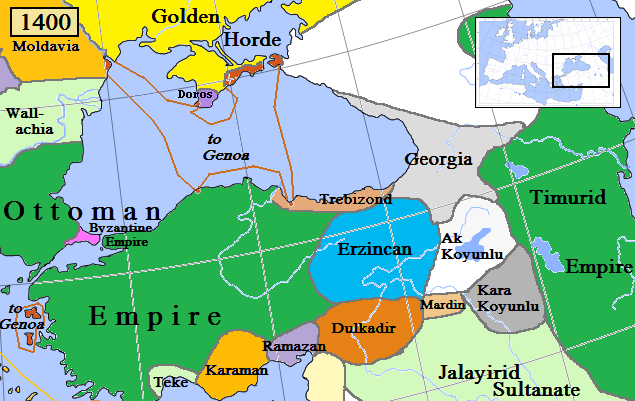
A Trapezunti Császárság és a maradék Bizánci Birodalom 1400-ban.

Apja I. Sándor grúz király, I. Konstantin (1369 után–1412) grúz király és Kurcidze Natia (?–1412) fiaként V. (Nagy) Bagrat (–1393/5) grúz királynak és Komnénosz Anna (1357–1406 után) trapezunti császári hercegnőnek, III. Alexiosz trapezunti császár, valamint Kantakuzénosz Teodóra lányának az unokája.
Édesanyja Szeldzsukida Tamar imereti királyi hercegnő, a Szeldzsuk-dinasztiából származó I. Sándor imereti királynak (?–1389,), VI. Dávid (Narin) (1225 körül–1293), 1245-től grúz király – Muhammad Mugith-ud-Din Turkán Sah/Gijász ad-Din (Demeter) erzurumi szeldzsuk herceg és I. Ruszudani grúz királynő fia – dédunokájának és Orbeliani Annának a lánya.
A bizánci–grúz házassági kapcsolatok hosszú időre nyúlnak vissza, hiszen a szomszédság mellett az is döntő tényező volt ebben, hogy a Grúz Királyság is a bizánci rítusú ortodox kereszténységet követte. 1204-ben pedig, mikor Konstantinápolyt a IV. keresztes hadjáratban a nyugatiak elfoglalták, a Bizánci Birodalom több részre hullott szét, és I. Tamar grúz királynő támogatásával megalakult a grúz vazallus bizánci utódállam, a Trapezunti Császárság. Ezután Grúzia mongol meghódításáig Trapezunt Grúzia fiókállama volt, de később is megmaradtak a jó kapcsolatok köztük, és ezt sok esetben házasságokkal is megpecsételték.
III. Alexiosz (1337/38–1390) trapezunti császár (ur.: 1349–1390) és V. (Nagy) Bagrat (?–1393/5) grúz király (ur.: 1360–1393/5) kettős házasságot hozott tető alá a két állam és a két dinasztia: a Komnénosz-ház és a Bagrationi-ház között. 
1367 júniusában az 1366-ban megözvegyült V. Bagrat feleségül vette III. Alexiosz legidősebb lányát, Anna (1357–1406 után) hercegnőt, majd pedig V. Bagrat húgát, Gulkan hercegnőt először eljegyezték Komnénosz Andronikosszal (1355–1376), III. Alexiosz trapezunti császár házasságon kívül született fiával, aki azonban 1377. március 14-én meghalt. Majd ezután Gulkant Andronikosz öccsével, a trapezunti trónörökössel, Komnénosz Mánuel herceggel, III. Alexiosz és Kantakuzénosz Teodóra császárné másodszülött fiával jegyezték el, akivel 1377. szeptember 6-án vagy 1379. október 6-án házasodtak össze Trapezuntban. Ezzel a kettős házassági politika sikeresen megvalósult. Gulkan grúz királyi hercegnő pedig a házasságával felvette az Eudokia nevet. 
1390. március 20-án meghalt III. Alexiosz trapezunti császár, és fia trónra lépett III. Manuél néven. Ettől kezdve Eudokia automatikusan császárnéi címet viselt, és az anyósa, Kantakuzénosz Teodóra lett ekkor az anyacsászárné. Ekkortól a két szomszédos uralkodó, III. Mánuel és V. Bagrat kölcsönösen sógori viszonyba került: III. Manuél felesége, Eudokia császárné V. Bagrat húga, míg V. Bagrat felesége, Anna királyné III. Manuél nővére volt. A kettős házasság az utódlásban is sikeres volt, hiszen mindkét frigy fiúutódok tekintetében szerencsés volt, bár V. Bagratnak már volt egy fia az előző házasságból, és Eudokia 1382. június 19-én világra hozta egyetlen gyermekét, a későbbi IV. Alexioszt. Eudokia császárné 1395. május 2-án vagy 5-én hunyt el, majd özvegye még ugyanebben az évben feleségül vette Philanthrópénosz Anna úrnőt, Manuél Philanthrópénosz kaisar (caesar) lányát, aki II. Manuél bizánci császár magyarországi követe volt 1395/6-ban és 1420-ban.
Ennek a hagyománynak volt a folytatása, hogy 1425-ben vagy 1426-ban János trapezunti trónörökös feleségül vette Bagrationi N. grúz királyi hercegnőt, I. Sándor grúz király lányát. János apja IV. Alexiosz (1382–1429) trapezunti császár, az anyja Kantakuzénosz Teodóra (1382 körül–1426), az apai nagyszülei III. Mánuel (1363–1417) trapezunti császár és Bagrationi Eudokia/Gulkan(-Hatun(i)) (Gülhan) (1360 körül–1390) grúz királyi hercegnő, IX. Dávid grúz király és Dzsakeli Szinduhtar szamchei (meszheti) hercegnő lánya. János és felesége apja, I. Sándor grúz király így másodfokú unokatestvérek voltak, hiszen mindketten dédunokái voltak mind III. Alexiosz trapezunti császárnak, mind pedig IX. Dávid grúz királynak. A házasságukból bizonytalan, hogy születtek-e gyermekek.
IV. János idősebb nővére, Eudokia (Valenza), Nic(c)olò Crispo (1392–1450) hercegnek, a Naxoszi Hercegség régensének a felesége lett.
Az ő gyerekeik voltak: II. (Crispo) Ferenc (1417–1463) naxoszi herceg, akinek az 1 felesége Guglielma Zeno volt, és 3 gyermeket szült, a 2. felesége Petronilla Bembo, akitől nem születtek újabb gyermekei, valamint Crispo Florencia (1422–1501), akinek a férje Marco Cornaro (1406–1479) velencei patrícius, Marco Cornaro velencei dózse dédunokája volt. Az ő lányuk volt I. (Cornaro) Katalin (Caterina) (1454–1510) ciprusi királynő (ur.: 1474–1489), aki II. (Fattyú) Jakab (1438–1473) ciprusi királyhoz ment férjhez, és egy fiuk született, III. (Lusignan) Jakab (1473–1474), aki az apja halála után a születésétől a haláláig Ciprus királya volt.
Továbbá a nővérének egy másik lánya, Crispo Jolán (Violante) (1427–?) Caterino Zeno (1421/35/43–1490 körül) velencei patríciushoz ment feleségül, akit a Velencei Köztársaság IV. János lányához, Teodórához és férjéhez, Uzun Haszanhoz küldött követeként. Caterino Zeno Teodórát és gyermekeit is meglátogatta, és részletes beszámolót készített a trapezunti császári hercegnőről. Teodóra legidősebb lánya volt Márta, aki szintén ortodox keresztény vallású volt, ezt tükrözte a keresztény neve is, bár Halima néven számontartották, I. Iszmáíl perzsa sah anyja volt.
János húga,Mária (1404 körül–1439) VIII. János (1392–1448) bizánci császárhoz ment feleségül, de nem születtek gyermekei.
János idősebb öccse, Sándor (?–1454/9) társcsászárként uralkodott János mellett 1447/8-tól a haláláig, amelynek az időpontja bizonytalan, de még a bátyja előtt elhunyhatott, hiszen nem vált egyeduralkodóvá. Sándor felesége Gattilusio Mária (?–1461 után), I. Teodór leszboszi úr lánya volt és egy fiuk született.
János ifjabb öccse, II. (Komnénosz) Dávid (1408 körül–1463), 1460-tól 1461-ig az utolsó trapezunti császár volt.
Házasságuk valószínűleg gyermektelen maradt.
János második felesége Sajbánida N. török-tatár hercegnő, Devlet Berdi kánnak, az Arany Horda uralkodójának feltételezett lánya volt, akitől egy leánya született, Teodóra (Katalin, Deszpina Hatun) (1438/40–1507 előtt), akinek a férje Uzun Haszan (1423–1478), Akkojunlu emírje, Irán királya volt. A hátasságukból jött a világra Márta (Alam Sah Begum/Halima Begi Aga), akiHajdar Szultánhoz (–1488), a Szafavi-rend nagymesteréhez, Uzun Haszán Hadizsa nővérének a fihoz ment feleségül, és az ő fiuk volt I. Iszmáíl perzsa sah (1487–1524)